# Első román iskola
A brassói első román iskola (románul: Prima școală românească) az első olyan román tanintézmény volt a mai Románia területén, ahol román nyelven tanítottak, és ahova világi emberek is beiratkozhattak (korábban csak az egyháziak részesülhettek oktatásban, és csak egyházi szláv nyelven). Az iskola a hagyományosan románok lakta Bolgárszeg városrészben, a Szent Miklós-templom udvarában létesült. Legkésőbb a 15. század végén alapították, épülete 1761-ben nyerte el mai formáját. Jelenleg múzeum, ahol régi román könyveket, szövegemlékeket állítanak ki.

## Története
Egyes történészek szerint Bolgárszegen már a 14. században szervezett ortodox oktatás folyt. Ezt arra alapozzák, hogy IX. Bonifác 1399-es bullája egy brassói ortodox közösséget említ, és meghagyja a katolikusoknak, hogy mérsékeljék az ortodox tanítás térnyerését. Más kutatók még ennél is régebbre teszik az oktatás megszervezését, ugyanis egy 11–12. századi prédikációskönyv (Omiliar) kéziratának részeire bukkantak, melyet hagyományosan didaktikai célokra használtak. Az 1400-as évek második felében több román tanítót említenek.
Magát az iskolát 1495-ben említik először. Ebben az évben hagyta jóvá a szász városvezetés egy ortodox kőtemplom (a Szent Miklós-templom) építését, és ennek udvarában kapott helyet az iskolaépület is, az első román „városi” iskola, mely világi embereket oktatott. A románok számára a tanulás, a művelődés egyfajta ellenállást jelentett a Nyugat katolicizáló törekvéseivel szemben, és a moldvai és havasalföldi uralkodók mind pénzzel, mind könyvekkel támogatták az erdélyi román oktatást. Tankönyvekként egyházi írásokat használtak, melyekből a diákok írást-olvasást, szláv nyelvet, filozófiát, törvényeket tanultak.
A 16. század második felében Coresi diakónus lefektette a román irodalmi nyelv alapjait, és Honterus reformátori munkássága által ihletve szorgalmazta a román nyelvű könyvek nyomtatását. Erre az időszakra tehető a román nyelv bevezetése az oktatásban a korábban használt egyházi szláv helyett; egyes források ezt a dátumot konkrétan 1559-re vagy 1583-ra teszik. 1597-ben egy új iskolaépületet emeltek, mely 375 forintba került, vagyis többe, mint a legtöbb brassói épület. Ebben az időben az iskolának két csoportja volt, egy elemi és egy felső osztály, a román, szláv, latin nyelvek mellett pedig filozófiát és teológiát is tanultak. A diákok tandíját szülőfalujuk fizette, ahova az iskola elvégzése után visszatértek szolgálni jegyzőként, tanítóként, papként.
A 18. században már több iskolaépületet említenek, a 16. századi épületet pedig 1760–1761-ben barokk stílusban felújították, és emeletet húztak rá. Új könyveket nyomtattak, új tanárok álltak szolgálatba, bevezették a görög nyelv tanítását, mely a balkáni kereskedelem közvetítőnyelveként szolgált. Az oktatás fejlesztését a bécsi udvar is támogatta, sőt, elrendelték, hogy minden gyerek kötelező módon járjon iskolába. 1802-ben hároméves oktatást szerveztek, ahol német és magyar nyelvet is oktattak. 1826-ban az épületek ismét túl kicsinek bizonyultak a tanulók létszámához viszonyítva, így megvásárolták a Ciurculeț-házat is, ahol óvodát is létesítettek. Itt egészen az első világháborúig folyt az oktatás.
1850-ig, a román ortodox gimnázium (ma Andrei Șaguna Főgimnázium) megalapításáig az első román iskola volt a bolgárszegi románok egyetlen tanintézménye. 1850 után az iskolaépület emeleti termeit könyvtárként, levéltárként, és gyűlésteremként használták, a földszint a sekrestyés lakásaként szolgált. 1961-ben múzeumként rendezték be.

## A múzeum
Egy múzeum létrehozásának ötletét Andrei Șaguna már 1858-ban felvetette. 1926-ban, majd 1938-ban további sikertelen kísérletek voltak a múzeum megalapítására. Végül 1961. június 29-én megnyitották a Bolgárszegi Román Kultúra Múzeumát (Muzeul Culturii Românești din Șcheii Brașovului). 1967-ben, majd 1987-ben átrendezték.
Az első román iskola épületében a következő termeket rendezték be:
- Coresi terem. Itt látható Coresi nyomdája, melyet 1556-ban hozattak Târgoviștéből.
- Anton Pann terem. Korabeli osztályterem, mely Anton Pann-nak állít emléket, aki az 1820-as évek végén itt tanított.
- Könyvek terme. Régi román és szláv nyelvű könyvek Erdély, Moldva, Havasalföld, és Európa területéről.
- Brassói írástudók. Brassóban nyomtatott régi könyvek, újságok; továbbá Mișu Popp festményei.
- Tűzhely. Bolgárszegi népművészet, háztartási kellékek, ikonok.

Az épületet BV-II-m-A-11589.02 kód alatt országos jelentőségű műemlékként tartják nyilván. Az első román iskola épületén kívül a Szent Miklós-templom udvarában még több múzeum található: képtárak, régi könyvek, vagy a brassói ifjak („zsunok”) múzeuma.

## Képek

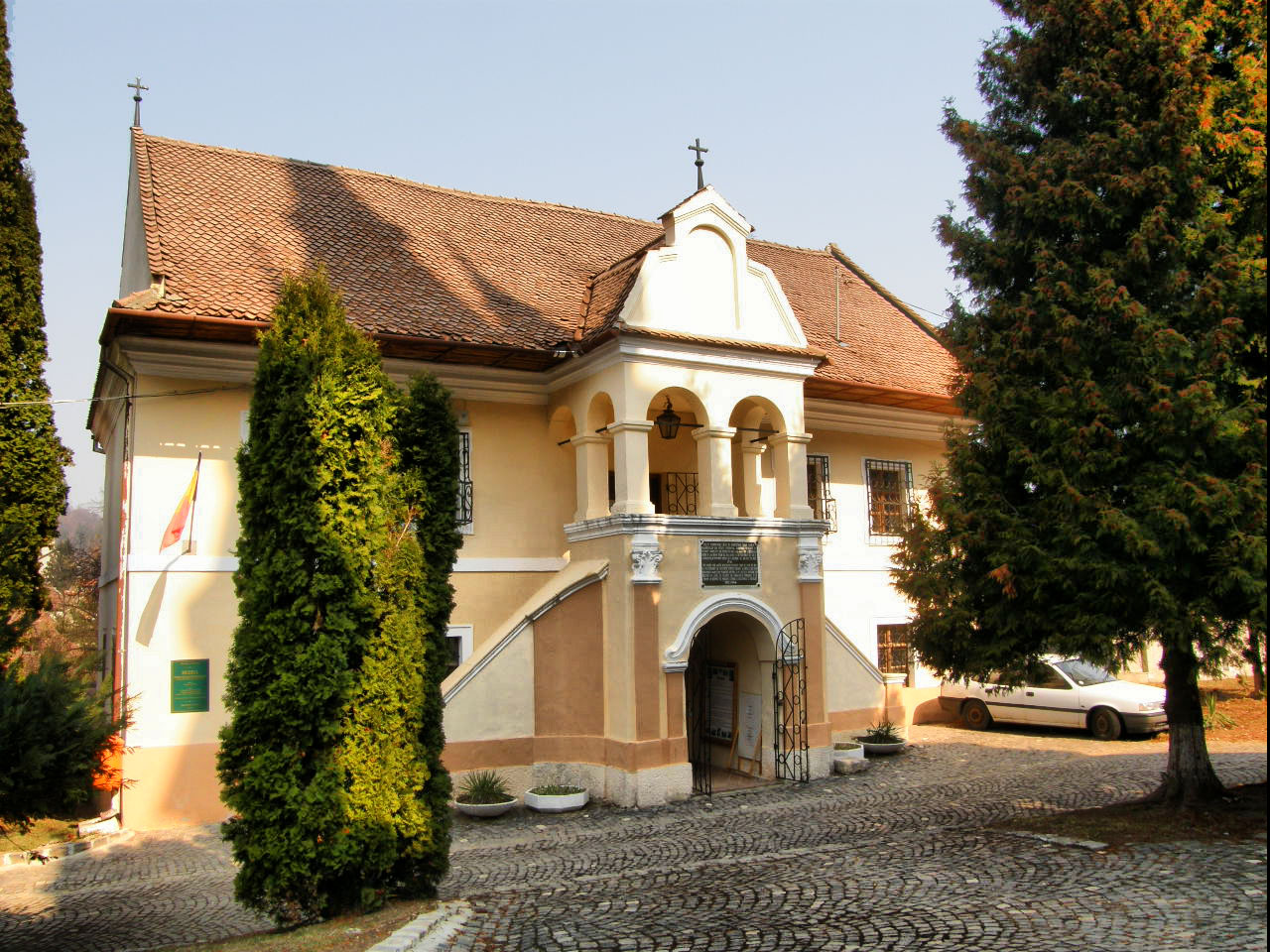
Az épület
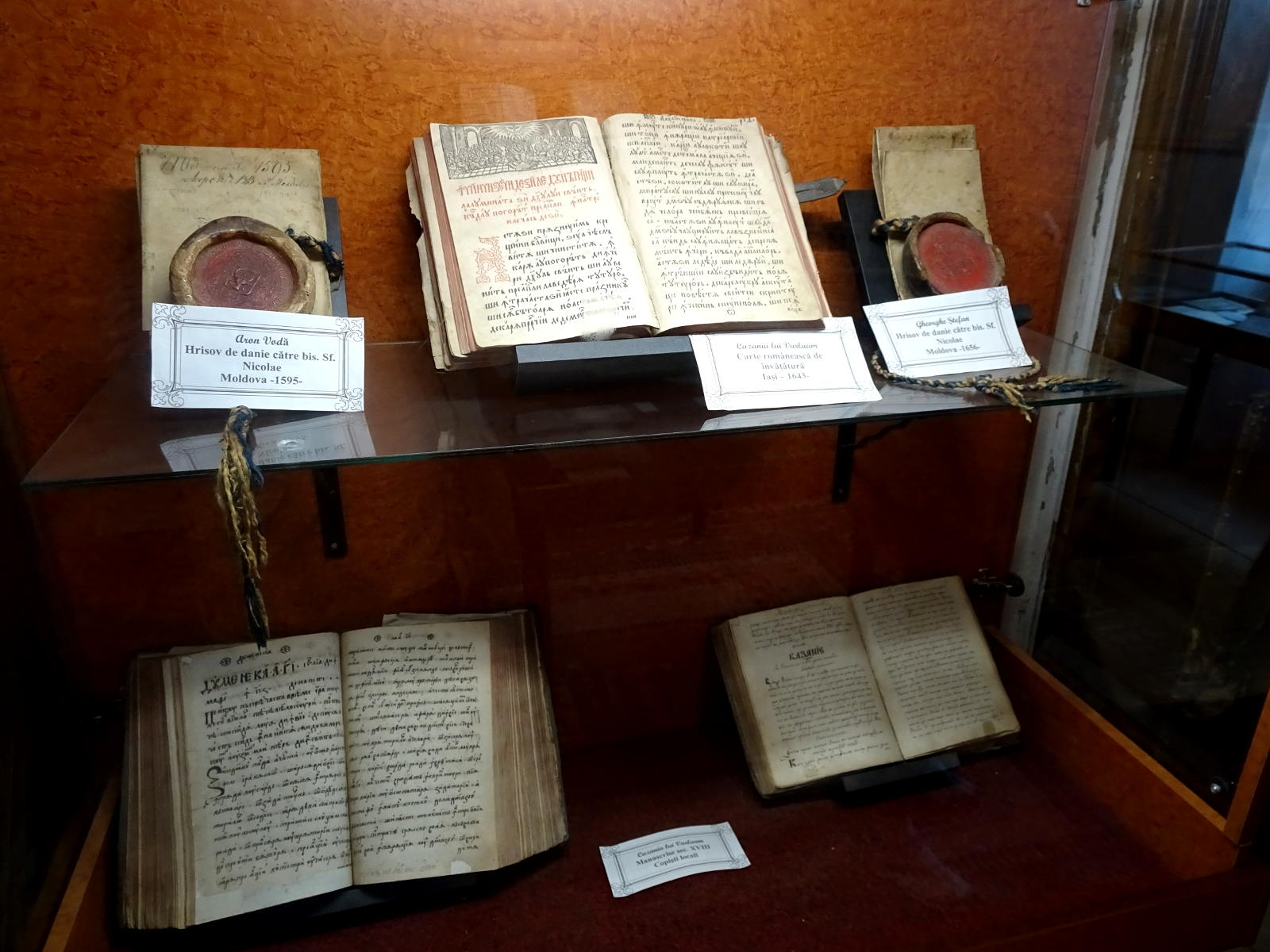
Régi kéziratok és nyomtatványok
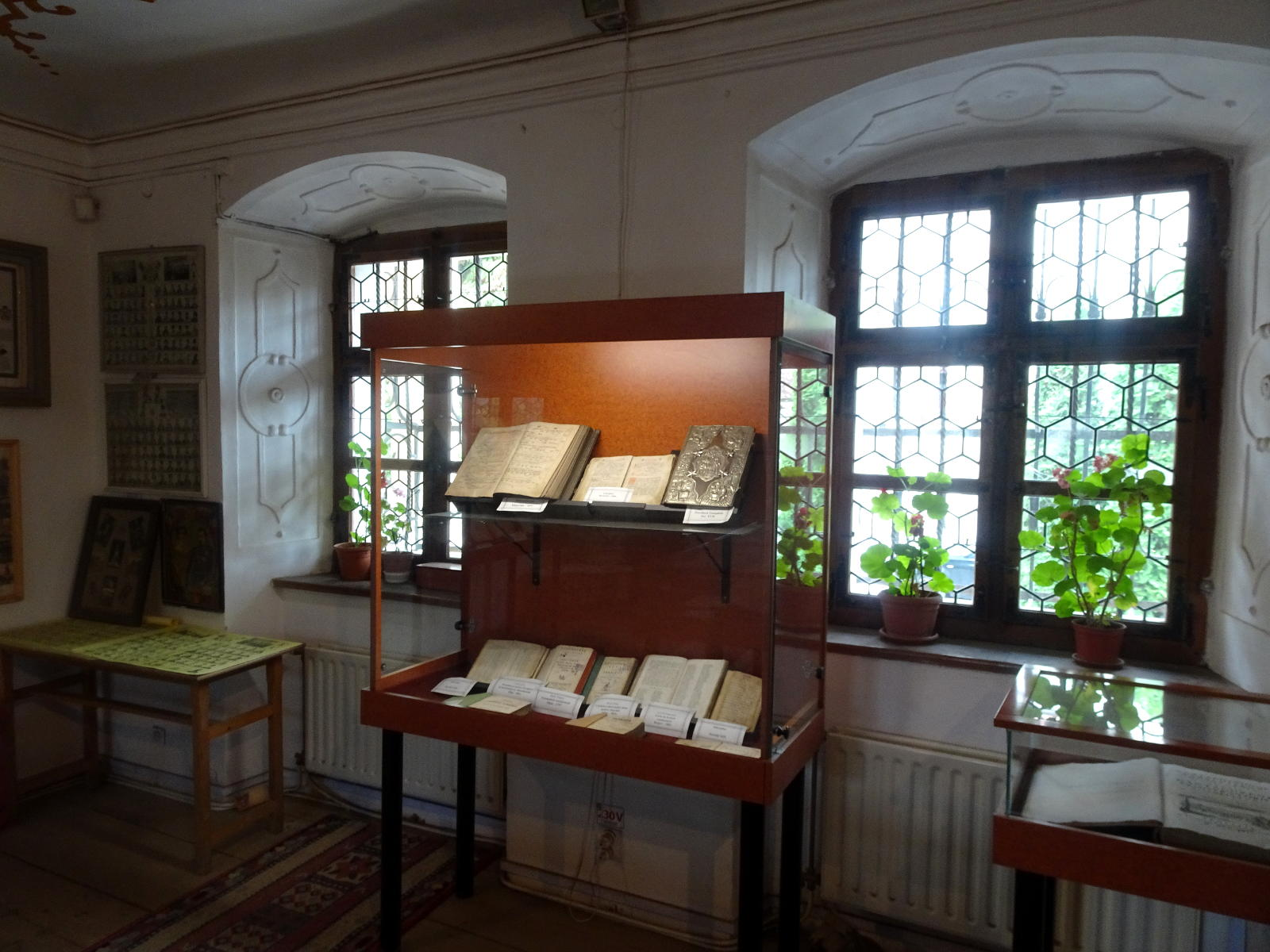
Könyvek terme
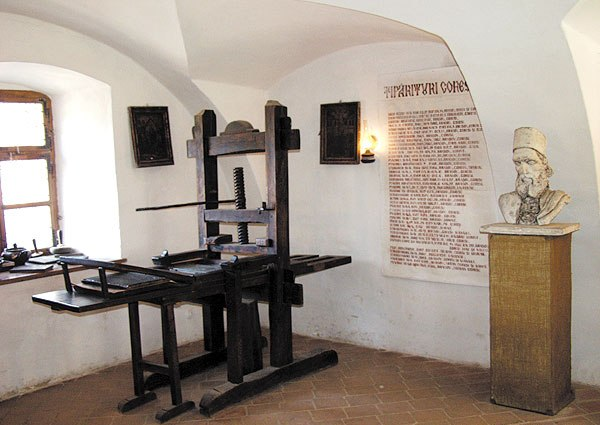
Coresi nyomdája
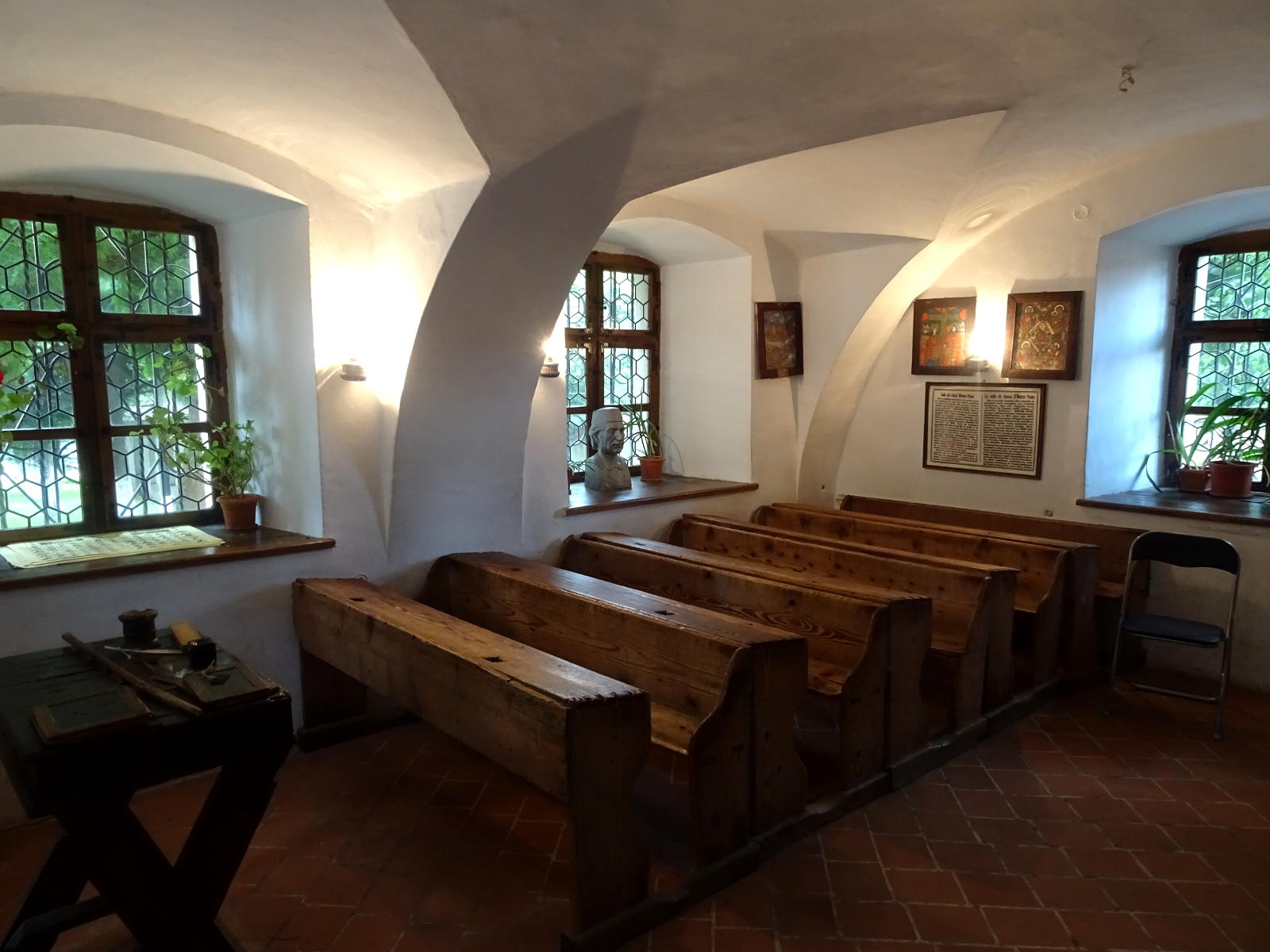
Anton Pann osztályterme